# Lu Ann Meredith
Pour l’article homonyme, voir Meredith.
Lu Ann Meredith, (7 juillet 1913 - 12 novembre 1998), est une artiste de cabaret et une actrice de cinéma américaine pendant la période du cinéma muet. Sur les planches dès l'âge de treize ans, elle est titrée une des WAMPAS Baby Stars de la saison 1934. Sa carrière cinématographique s'étend de 1934 à 1939 mais ne s'épanouit pas à l'image d'autres actrices comme Ginger Rogers ou Jean Arthur, n’apparaissant que dans moins d'une dizaine de films. Elle jouera dans des productions anglaises mais, moins demandée, elle mettra fin à sa carrière en 1939.

## Filmographie partielle
- 1934 : Young and Beautiful de Joseph Santley
- 1934 : George White 's scandals de Thornton Freeland, Harry Lachman et George White, non créditée
- 1934 : Rien que nous deux
- 1934 : Whirlpool de Roy William Neill
- 1936 : Night Life of the Gods de Lowell Sherman, non créditée
- 1936 : Ball at Savoy de Victor Hanbury
- 1936 : Sporting Love de James Elder Wills
- 1937 : Le Vagabond sentimental
- 1937 : Sing as You Swing, remake de Young and Beautiful de (1934), de Redd Davis